# Dierogekko validiclavis
Dierogekko validiclavis är en ödleart som beskrevs av  Ross A. Sadlier 1988. Dierogekko validiclavis ingår i släktet Dierogekko och familjen geckoödlor. IUCN kategoriserar arten globalt som starkt hotad. Inga underarter finns listade i Catalogue of Life.